# Dionycha
Se procura o clado de aranhas, veja Dionycha (aranha).
Dionycha é um género botânico pertencente à família Melastomataceae.